# Фотопериодизм
Фотопериодизм (от др.-греч. φῶς, род. пад. φωτός, «свет» и др.-греч. περίοδος — «окружность, обход») — реакция живых организмов (растений и животных) на суточный ритм освещённости, продолжительность светового дня и соотношение между тёмным и светлым временем суток (фотопериодами).
Термин «фотопериодизм» (англ. photoperiodism) предложили в 1920 году американские учёные селекционеры У. Гарнер и Г. Аллард, которые открыли данную реакцию у растений. Оказалось, что многие растения очень чувствительны к изменению длины дня.

## Фотопериодизм у растений
Под действием реакции фотопериодизма растения переходят от вегетативного роста к зацветанию. Такая адаптация растений к условиям существования позволяет им переходить к цветению и плодоношению в наиболее благоприятное время года. Помимо реакции на свет известна также реакция на температурные воздействия — яровизация растений.
За восприятие фотопериодических условий у растений отвечают особые рецепторы листьев (например, фитохром).
Растения делят на длиннодневные, которые зацветают при непрерывной суточной освещённости более 12 часов, такие как рожь, морковь, лук, и короткодневные, которые зацветают при непрерывной суточной освещённости менее 12 часов, такие как хризантемы, георгины, астры, капуста. Есть и нейтральные — для цветения им необходимо 12 часов — например, виноград, одуванчики, сирень. В умеренных широтах короткие дни весной, а длинные — в середине лета. Поэтому короткодневные цветут весной и осенью, а длиннодневные — летом.

## Фотопериодизм у животных
Фотопериодизм известен также у животных — насекомых, рыб, птиц, млекопитающих. Реакция на длину светового дня регулирует начало брачного периода, линьки, зимней спячки и т. д.